# Eurois docilis
Eurois docilis là một loài bướm đêm trong họ Noctuidae.